# تشارلز س. هولت
تشارلز س. هولت (بالإنجليزية: Charles C. Holt) هو اقتصادي أمريكي، ولد في 21 مايو 1921 في لويزيانا في الولايات المتحدة، وتوفي في 13 ديسمبر 2010.